# 瓦勒芬
瓦勒芬是德国巴伐利亚州的一个市镇。总面积20.77平方公里，总人口1362人，其中男性703人，女性659人（2011年12月31日），人口密度66人/平方公里。